# هليون خشن
هليون خشن أو إسبرجس خشن (الاسم العلمي: Asparagus  sprengeri)، هو نبات ينتمي إلى هليونية (فصيلة: Asparagaceae).